# 塔斯廷
塔斯廷，是美国加利福尼亚州橙县下属的一座城市。建市于1927年9月21日，面积大约为11.08平方英里（28.7平方公里）。根据2010年美国人口普查，该市有人口75,540人。地理位置靠近圣塔安娜、尔湾、纽波特海滩。